# Collectio Vetus Gallica

Droit canon
Droit du haut Moyen Âge
La Collectio Vetus Gallica (c'est-à-dire la « vieille collection gauloise ») est la plus ancienne collection systématique de canons ecclésiastiques constituée dans la Gaule franque à l'époque mérovingienne. Élaborée à Lyon vers l'an 600, elle a exercé une influence importante dans l'histoire du droit canon des siècles suivants.
Cette collection n'a pas été conservée dans sa forme pure d'origine, mais celle-ci a été reconstituée par l'historien allemand Hubert Mordek à partir de collections canoniques d'époque carolingienne auxquelles elle a servi de source. Elle se trouve en entier dans treize manuscrits, mais toujours mêlée à des extraits de recueils postérieurs, notamment la Collectio canonum Hibernensis (début du VIIIe siècle) ou le pénitentiel dit de Théodore. On conserve aussi deux manuscrits donnant des fragments, dont l'un, un palimpseste qui se trouve à Trèves (n° 137), datant de 770 environ, est le plus ancien témoin subsistant de la collection.
Hubert Mordek a pu démontrer que dans sa forme primitive, la collection, organisée thématiquement et non source par source, contenait environ 400 chapitres sous environ 60 titres. Les sources sont : les canons dits « des Apôtres » (attribués par la tradition de l'Église latine au pape saint Clément), les canons de huit conciles grecs des IVe  et Ve siècle, les Statuta Ecclesiæ antiqua (un recueil de canons réalisé par un prêtre de Marseille vers 480), et les canons de dix-sept conciles gaulois allant du concile d'Arles de 314 au concile de Mâcon de 585. Les canons des Apôtres et 51 des 72 canons de conciles grecs cités viennent de la Collectio canonum ecclesiasticorum de Denys le Petit (c'est-à-dire son Interpretatio seconda), mais 15 canons du concile de Nicée sont cités dans la traduction qu'on en trouve dans l'Histoire ecclésiastique de Rufin d'Aquilée (Interpretatio Rufini), et six autres canons (des conciles d'Ancyre et de Néocésarée de 314) sont cités dans la traduction de la Collectio dite Isidoriana (réalisée à Rome entre 420 et 450).
Hubert Mordek a pu d'autre part établir que ces versions latines des canons des Apôtres et des conciles grecs, ainsi que les emprunts aux Statuta Ecclesiæ antiqua, provenaient directement d'une Collectio Albigensis (c'est-à-dire d'Albi) constituée vers 550, et que les canons des conciles gaulois étaient puisés dans une Collectio Lugdunensis (de Lyon). 
Il apparaît que la Collectio Vetus Gallica ainsi définie a été utilisée par le concile, rassemblant 42 évêques de toute la Gaule, tenu à Clichy en 626 (qui en fait des citations parmi les 28 canons qu'il a lui-même édictés). Ce concile était présidé par Tétricus, évêque de Lyon. Selon Hubert Mordek, l'auteur de la Collectio est très probablement son prédécesseur Éthère, évêque de Lyon de 586 environ à 602. Cet évêque est notamment connu pour avoir entretenu des relations épistolaires avec le pape Grégoire le Grand, qui louait fort son zèle à faire respecter le droit canonique et la discipline ecclésiastique.
Il est vrai que dans la tradition manuscrite la Vetus Gallica n'apparaît jamais sans les canons d'un concile tenu à Autun vers 670 sous l'évêque saint Léger (concile qui n'est d'ailleurs connu que par la présence de ces canons dans la Collectio). Cela traduit l'existence d'une « rédaction d'Autun » : l'évêque Léger disposait de la Collectio d'Éthère de Lyon où le concile le plus récent mentionné était celui de Mâcon de 585, et dans une copie établie par lui-même il y a ajouté les canons d'un concile tenu à Autun sous son épiscopat. Cette rédaction s'est peut-être faite quand il fut exilé au monastère de Luxeuil en 673/75. L'origine de toutes les copies conservées de la Vetus Gallica (avec les insertions de recueils du début du VIIIe siècle) serait une rédaction effectuée à l'abbaye de Corbie en 747/49 ; or, Corbie et Luxeuil étaient deux abbayes étroitement liées (Corbie a été fondée par des moines de Luxeuil vers 662).
La Vetus Gallica devint ensuite « the quasi-official Frankish systematic collection of the Carolingians ».
L'objectif de la Collectio Vetus Gallica, si on examine son contenu, était d'une part de combattre les abus internes du clergé en remettant à l'ordre du jour les décrets sévères des conciles, mais aussi de protéger l'Église contre ce qui était ressenti comme des menaces extérieures : les pressions des puissances laïques, la simonie, la soumission des clercs à la juridiction royale, l'accaparement des biens d'Église par des laïcs.